# Ex professo
La locuzione latina ex professo significa letteralmente con «cognizione di causa», «con competenza» e si usa per riferirsi a una persona che conosce perfettamente la propria arte o scienza. Può significare anche «di proposito» o «intenzionalmente». 

## Esempi
- «Parlare ex professo»
- «Dichiarare ex professo»